# Preußische G 7.2
| Preußische G 7.2 Mecklenburgische G 7.2 DR-Baureihe 55.7–14, 55.57 ČSD-Baureihe 413.3 PKP Tp2 NMBS/SNCB-Reihe 72 | Preußische G 7.2 Mecklenburgische G 7.2 DR-Baureihe 55.7–14, 55.57 ČSD-Baureihe 413.3 PKP Tp2 NMBS/SNCB-Reihe 72 | Preußische G 7.2 Mecklenburgische G 7.2 DR-Baureihe 55.7–14, 55.57 ČSD-Baureihe 413.3 PKP Tp2 NMBS/SNCB-Reihe 72 |
| --- | --- | --- |
| 55 800 am 7. August 1952                                                                                         | | |
| Nummerierung: | 55 702–1412 | MFFE 466–476 55 5701–5705                                                                                        |
| Anzahl: | 1642 | 11 |
| Hersteller: | verschiedene Hersteller                                                                                          | Linke-Hofmann |
| Baujahr(e): | 1895–1911 | 1914–1916 |
| Ausmusterung: | 1922–1961 | 1922–1961 |
| Achsformel: | D n2v | D n2v |
| Gattung: | G 44.13 | G 44.14 |
| Spurweite: | 1435 mm | 1435 mm |
| Länge über Puffer:                                                                                               | 16.620 mm | 16.620 mm |
| Höhe: | 4200 mm | 4200 mm |
| Gesamtradstand:                                                                                                  | 4500 mm | 4500 mm |
| Radstand mit Tender:                                                                                             | 11.775 mm | 11.775 mm |
| Leermasse: | 47,9 t – 48,5 t                                                                                                  | 51,0 t |
| Dienstmasse: | 53,3 t – 54,5 t                                                                                                  | 55,8 t |
| Reibungsmasse:                                                                                                   | 53,3 t – 54,5 t                                                                                                  | 55,8 t |
| Radsatzfahrmasse:                                                                                                | 13,3 t – 13,6 t                                                                                                  | 14,0 t |
| Höchstgeschwindigkeit:                                                                                           | 45 km/h | 45 km/h |
| Kuppelraddurchmesser:                                                                                            | 1250 mm | 1250 mm |
| Steuerungsart:                                                                                                   | Allan | Allan |
| Zylinderanzahl:                                                                                                  | 2 | 2 |
| ND-Zylinderdurchmesser:                                                                                          | 750 mm | 750 mm |
| HD-Zylinderdurchmesser:                                                                                          | 530 mm | 530 mm |
| Kolbenhub: | 630 mm | 630 mm |
| Kesselüberdruck:                                                                                                 | 12 bar | 12 bar |
| Anzahl der Heizrohre:                                                                                            | 218–222 | 216 |
| Heizrohrlänge:                                                                                                   | 4100 mm | 4100 mm |
| Rostfläche: | 2,29 m² | 2,29 m² |
| Strahlungsheizfläche:                                                                                            | 10,33 m² | 10,33 m² |
| Rohrheizfläche:                                                                                                  | 126,29 m² – 128,6 m²                                                                                             | 125,2 m² |
| Verdampfungsheizfläche:                                                                                          | 136,61 m² – 138,6 m²                                                                                             | 135,52 m² |
| Tender: | pr. 3 T 12 | meck. 3 T 12 |
| Wasservorrat: | 12 m³ | 12 m³ |
| Brennstoffvorrat:                                                                                                | 5 t Kohle | 5 t Kohle |

Die Gattung G 7.2 der Preußischen Staatseisenbahnen waren vierfach gekuppelte Güterzuglokomotiven mit einer Verbunddampfmaschine. Die von 1895 bis 1911 hergestellten Lokomotiven erhielten nach der Gründung der Deutschen Reichsbahn ab 1925 die Baureihenbezeichnung 55.7–13. Die durch die Mecklenburgischen Friedrich-Franz-Eisenbahn beschafften Lokomotiven erhielten die Bezeichnung 55.57. Insgesamt wurden 1.646 Exemplare dieser Baureihe gebaut, von denen die DR nach dem Ersten Weltkrieg 691 + 44 der PKP und die Siegermächte ca. 670 besaßen: Polen 300, Belgien 150 und Frankreich 135.

## Geschichte

### Preußische Staatsbahnen

Preußische G 7.2 in der Ausführung mit Brotankessel

1895 hatte das preußische Ministerium der öffentlichen Arbeiten entschieden, dass Verbundlokomotiven gebaut werden durften. Somit wurde mit der Beschaffung einer Verbundvariante der Gattung G 7.1 nach dem Musterblatt III 3i begonnen. Bis 1911 wurden 1642 Maschinen bei den preußischen Staatsbahnen in Dienst gestellt. Geliefert wurden sie von allen preußischen Lokomotivherstellern. Die Lokomotiven waren konstruktiv weitgehend identisch mit der G 7.1. Auf Grund der schweren Zylinder wurden die Rohrlängen reduziert und die Rauchkammer verlängert.
Die Lokomotiven mussten einen 1400 Tonnen schweren Zug in der Ebene mit 40 km/h und einen 690 Tonnen schweren Zug auf einer Steigung mit 5 ‰ mit 30 km/h befördern. Auf Grund der Verbrauchswerte waren die Verbundlokomotiven vor allem im Streckendienst rentabler als die Zwillingsmaschinen. Für den Rangierdienst waren sie weniger geeignet. Bis auf die Direktion Berlin wurden die Maschinen von allen Eisenbahndirektionen beschafft. Die Lokomotiven erhielten die Nummerngruppen 4601 bis 4800 und 5801 bis 6000 zugeteilt.
Ein 1903 durchgeführter Versuch mit der Lokomotive Hannover 1302 mit einem Wellrohrkessel der Bauart Lentz verlief erfolglos.
1919 musste viele Lokomotiven als Reparationsleistung an die Eisenbahnen in Polen (Tp 2), Litauen (P 7.2) Belgien (HL 72) und Frankreich abgegeben werden. Bei den Reichseisenbahnen in Elsaß-Lothringen waren 31 Lokomotiven verblieben und wurden von der Réseau ferroviaire d’Alsace-Lorraine übernommen. Sie erhielten die Bahnnummern 4321 bis 4351. Eingesetzt wurden sie im gesamten Streckennetz. An die Eisenbahnen des Saargebietes mussten 1935 vier Lokomotiven abgegeben werden.
Die nach Frankreich abgegebenen Maschinen wurden auf drei Netze verteilt:
- an die Administration des chemins de fer d’Alsace et de Lorraine (AL) gingen 20 Maschinen (als G7.2 4321–4340); weitere 11 Loks (G7.2 4341–4351) kamen als Kriegsbeute zur AL
- die Compagnie des Chemins de fer de l’Est (EST) bekam eine G7.2 (Betriebsnummer 4704), die bereits 1926 ausgemustert wurde
- die Compagnie des chemins de fer du Nord (NORD) erhielt 98 Loks (4.1001–4.1098), die bis auf die 4.1076 (Mecklenburgische Friedrich-Franz-Eisenbahn) sämtlich von den Preußischen Staatseisenbahnen stammten
- sechs G7.2 kamen zur von der K.P.E.V. zur Compagnie du chemin de fer de Paris à Orléans (P.O.) (1306–1311, ab 1924 in 1387–1392 umgezeichnet)

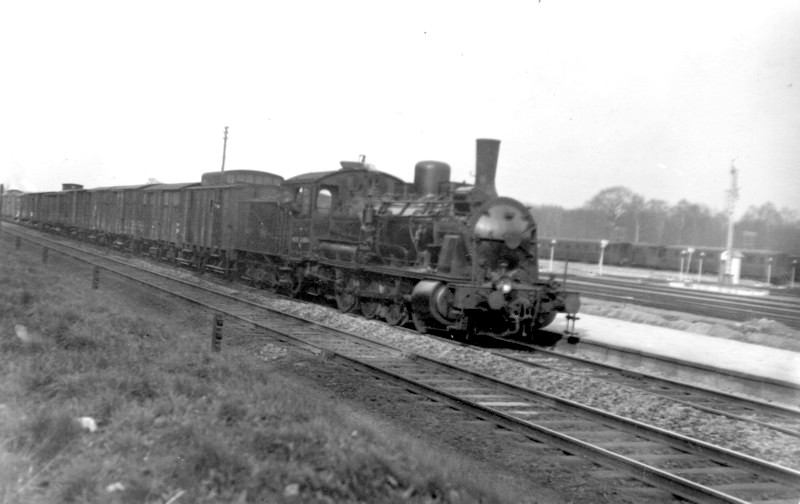
G7.2 als 4.1084 der NORD vor einem Güterzug (vor 1938)

Durch die SNCF wurden 1938 noch 23 Fahrzeuge übernommen und der Baureihe 040 B (Nummernbereich 301 bis 351) zugeordnet. Die letzte Lokomotive wurde 1951 ausgemustert.
Die Deutsche Reichsbahn zeichnete 1925 noch 691 Lokomotiven als 55 702 bis 55 1392 um. 55 701 war eine fehlerhaft umgezeichnete G 7.3. Die meisten Lokomotiven wurden bis zum Ende der 1930er Jahre ausgemustert. 1935 wurden von den Eisenbahnen des Saargebietes 18 frühere preußische Lokomotiven übernommen und als 55 1393–1410 eingeordnet. Nach dem Überfall auf Polen 1939 wurden die nach Polen und Litauen abgegebenen Lokomotiven bei der Reichsbahn als 55 701 bis 55 894 und 55 1412 eingeordnet. Nach dem Zweiten Weltkrieg kamen die Lokomotiven in den Bestand der Bundesbahn und der Reichsbahn.

### Mecklenburgische Friedrich-Franz-Eisenbahn
Die Mecklenburgische Friedrich-Franz-Eisenbahn bestellte erst 1914, drei Jahre nach Ablieferung der letzten preußischen G7.2, bei Linke-Hofmann elf Maschinen dieser Gattung. Da die Werkstätten noch nicht auf Heißdampflokomotiven eingestellt waren, wurde erneut auf eine Nassdampfkonstruktion zurückgegriffen. Die Lokomotiven wurden bis 1916 ausgeliefert und erhielten die Bahnnummern 466 bis 476. Gegenüber dem preußischen Vorbild besaßen die Lokomotiven einen Knorr-Speisewasservorwärmer auf dem zweiten Kesselschuss hinter dem Dampfdom. Durch diese Einrichtung erhöhte sich die Gesamtmasse der Lokomotive. 1919 mussten fünf Lokomotiven an Belgien (B 7295–7299) und eine an die französische Nordbahn (4.1076) abgegeben werden. Die Lokomotiven wurden 1925 von der Deutschen Reichsbahn als 55 5701 bis 5705 eingereiht und bis 1930 ausgemustert.

## Verbleib im Ausland

### Verbleib in Polen

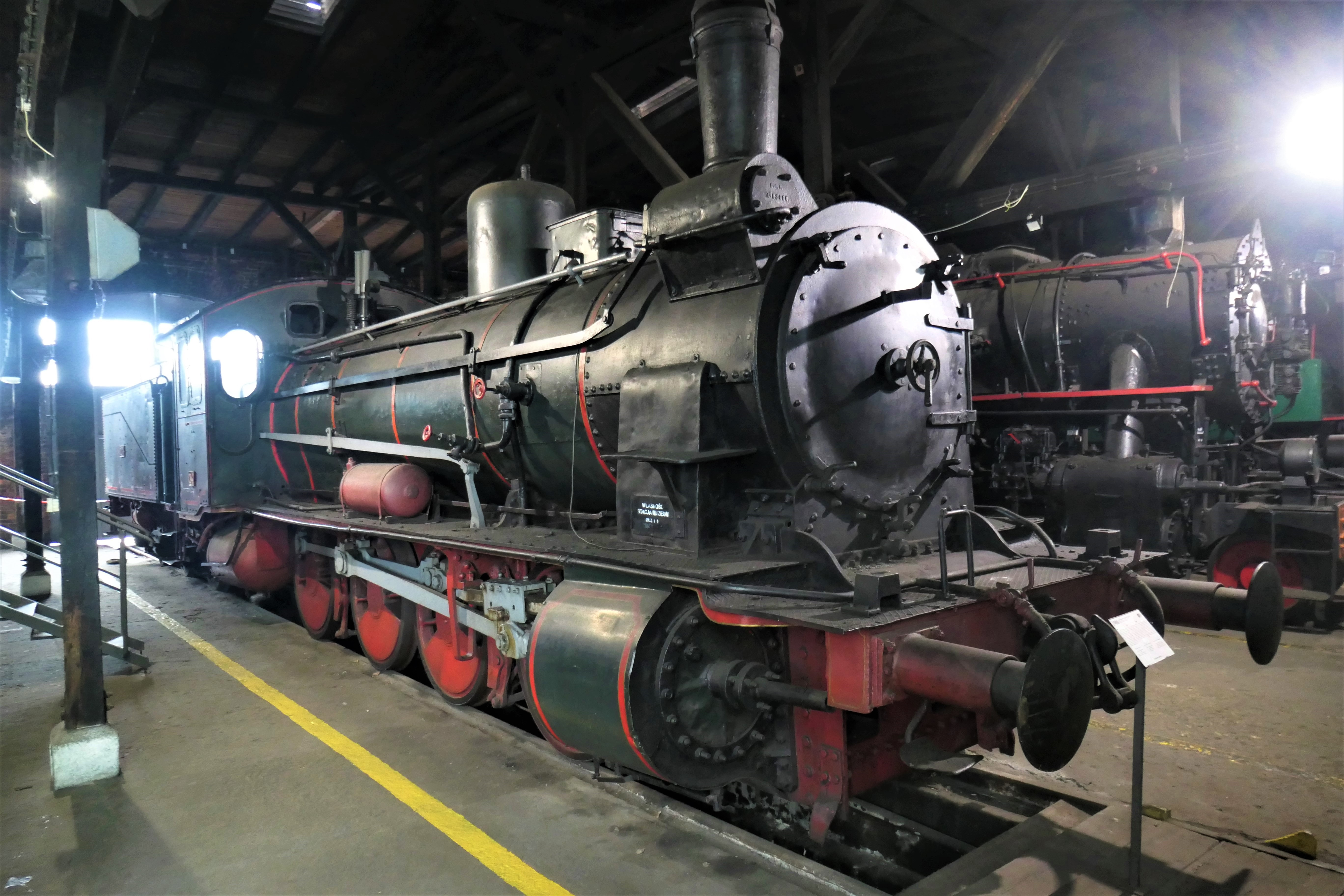
Erhaltene G 7.2 als PKP Tp 2-34 im Muzeum Kolejnictwa na Śląsku

Die Deutsche Bundesbahn verkaufte einige der Lokomotiven an nichtbundeseigene Eisenbahnen (Mindener Kreisbahnen, Kahlgrund-Eisenbahn). Einige Lokomotiven waren in den osteuropäischen Staaten verblieben und wurden später zumeist an die Polnischen Staatseisenbahnen verkauft. Dabei ist die Lokomotive mit der Henschel-Fabriknummer 7409 aus dem Jahr 1906 bis heute erhalten und befindet sich heute (2023) im Eisenbahnmuseum Jaworzyna Śląska.

### Verbleib in Bulgarien
Auch in Bulgarien ist eine Lokomotive erhalten geblieben. Die Lokomotive mit der Fabriknummer 9071 aus dem Jahr 1908 wurde von der BDŽ übernommen und als BDŽ 26.26 bezeichnet. Die Lokomotive wurde vor dem Ersten Weltkrieg von der BDŽ bei Henschel gekauft und als 26.26 bezeichnet. Sie ist bei www.werkbahn falsch bezeichnet, die Lok ist eine G7².
Die Lok überlebte nach ihrem Ausscheiden bei der Staatsbahn als Werklok und wurde 1968 an die BDŽ zurückgegeben, wo sie den Status einer Museumslok erhielt. Ab 2016 begann die fahrfähige Wiederaufarbeitung der Lok. Dabei stellte es sich heraus, dass sie noch mit ihrem alten Kessel aus dem Jahr 1908 unterwegs ist. Dabei wurde der gesamte Rohrsatz der Lok erneuert, die Roststäbe in der Feuerbüchse neu angeordnet, das Wechselventil von Dultz repariert. Nach einer Revision des gesamten Fahrwerkes konnte die Lok am 26. Oktober 2022 zur 100-Jahr-Feier der eisenbahnspezifischen Ausbildung in Bulgarien fahrfähig präsentiert werden.

## Konstruktive Merkmale

Konstruktionszeichnung

Die Lokomotiven besaßen einen genieteten und geschraubten Blechrahmen. Der dreischüssige Langkessel war genietet. Auf dem ersten Schuss saß der Sandkasten, auf dem zweiten der Dampfdom. Das Ramsbottom-Sicherheitsventil saß auf dem Stehkessel vor dem Führerhaus. Der Kessel wurde von zwei Strube-Dampfstrahlpumpen gespeist.
Das außenliegende Zweizylinder-Verbund-Naßdampftriebwerk arbeitete auf die dritte Kuppelachse. Der rechte Hochdruck- und der linke Niederdruckzylinder waren um 1:20 geneigt. Als Anfahrvorrichtung wurde ein Wechselventil der Bauart Mallet/v. Borries genutzt, ab Baujahr 1897 Wechselschieber der Bauart Dultz. Die Allan-Steuerung war innenliegend.
Das Fahrwerk war an vier Punkten abgestützt. Die Blattfederpakete lagen unterhalb der Achslager. Die Federpakete der ersten und zweiten sowie der dritten und vierten Achse waren jeweils durch Ausgleichshebel verbunden.
Die Dampfbremse wirkte von oben auf den zweiten und den vierten Radsatz. Die Sandstreueinrichtung sandete den zweiten Radsatz von vorn. Die Fahrzeuge waren mit einem Schlepptender der Bauart 3 T 12 mit einem Kohlenkasten für fünf oder sieben Tonnen ausgestattet.
Die Lokomotiven der ersten beiden Baujahre verfügten über Führerhäuser mit einem kurzen Dach, ab 1897 wurde es bis über die Tenderbrücke verlängert.